# Mimetanthe pilosa
Mimetanthe pilosa – gatunek roślin z rodziny Phrymaceae z monotypowego rodzaju Mimetanthe. Zasięg taksonu obejmuje zachodnią Amerykę Północną od stanów Waszyngton i Idaho po północno-zachodni Meksyk.

## Morfologia
PokrójRoślina jednoroczna o pojedynczej lub rozgałęzionej łodydze osiągającej od 2 do 35 cm wysokości. Łodyga jest wzniesiona, obła i silnie owłosiona. Włoski długie do 1,5 mm, wielokomórkowe i spłaszczone, między nimi znajdują się także siedzące włoski gruczołowe.
LiścieOsadzone na krótkich ogonkach do 1 mm lub siedzące, blaszka całobrzega, lancetowata, o długości od 1,2 do 5, rzadko 9 cm i szerokości 0,3–1,5 cm.
KwiatyWyrastają parami z węzłów, bez przysadek. Zwykle wzniesione, osadzone na szypułkach o długości zbliżonej do długości kielicha. Działki w liczbie 5, zrośnięte w rurkę, na końcu z trójkątnymi łatkami. Korona kwiatu żółta z dwiema purpurowymi plamkami na dolnej wardze. Dolna warga z trzema łatkami, a górna z dwoma. Pręciki są cztery (rzadko dwa), dwa z nich dłuższe, z nitkami nagimi. Zalążnia górna, z dwóch zrośniętych owocolistków, dwukomorowa. Znamię dwudzielne.
OwoceJajowate, zwężające się w górze torebki, długości 4–7 mm. Zawierają od 75 do 100, wąsko eliptycznych, spłaszczonych nasion.

## Systematyka
Gatunek z monotypowego rodzaju Mimetanthe z rodziny Phrymaceae. W szerokim ujęciu rodzaju kroplik Mimulus wyodrębniany był w jego obrębie w monotypowej sekcji Mimuloides A. Gray et al.. Mimetanthe jest rodzajem siostrzanym względem rodzaju Diplacus, z którym łączą go synapomorfie – położenie ścienne zalążków i zwężenie wierzchołka owocu bez ścian kanciastych. Z tego powodu uzasadnione jest też włączenie tego gatunku do rodzaju Diplacus w pozycji bazalnej.